# 무한소수
무한소수는 소수점 아래에 0이 아닌 숫자가 끝없이 나타나는 소수를 말한다. 무한소수는 규칙의 존재여부에 따라 다음의 두 종류로 나눈다.
- 순환소수: 소수점 아래의 어떤 자리에서부터 0이 아닌 일정한 숫자의 배열이 끝없이 되풀이 되는 무한소수이다.
- 무리수: 순환소수가 아닌 무한소수이다.